# Лашково (Ленинградская область)
Лашково — деревня в Винницком сельском поселении Подпорожского района Ленинградской области.

## История
В конце XIX — начале XX века деревня административно относилась к Пелдушской волости 2-го стана 2-го земского участка Тихвинского уезда Новгородской губернии.

ЛАШКОВО — деревня Лавровского сельского общества, число дворов — 12, число домов — 13, число жителей: 27 м. п., 33 ж. п.; 

Занятие жителей — земледелие, лесные заработки. Часовня . (1910 год)

С 1917 по 1918 год деревня входила в состав Пелдушской волости Тихвинского уезда Олонецкой губернии.
С 1918 года в составе Череповецкой губернии.
С 1927 года в составе Лавровского сельсовета Винницкого района.
С 1928 года в составе Ярославского сельсовета.

Деревня Лашково на карте 1932 года

Согласно карте Ленинградской области Северо-западного аэрогеодезического треста ГГУ издания 1932 года деревня называлась Лашкова и насчитывала 10 крестьянских дворов.
По данным 1933 года деревня Лашково входила в состав Ярославского вепсского национального сельсовета Винницкого национального вепсского района.
В 1940 году население деревни составляло 96 человек.

Деревня Лашково на карте 1940 года

Согласно топографической карте РККА 1940 года Лашково входило в куст деревень Ярославичи.
В 1958 году население деревни составляло 47 человек.
С 1963 года в составе Лодейнопольского района.
С 1965 года в составе Подпорожского района.
По данным 1973 и 1990 годов деревня Лашково также входила в состав Ярославского сельсовета.
В 1997 году в деревне Лашково Ярославской волости проживали 11 человек, в 2002 году — 8 человек (вепсы — 87 %).
В 2007 году в деревне Лашково Винницкого СП проживали 5 человек.

## География
Деревня расположена в юго-западной части района на автодороге 41К-738 (подъезд к деревне Лашково).
Расстояние до административного центра поселения — 33 км.
Деревня находится в междуречье Ояти и Тянуксы.

## Демография
| 1910 | 1940 | 1958 | 1997 | 2007 | 2010 | 2017 |
| ---- | ---- | ---- | ---- | ---- | ---- | ---- |
| 60   | ↗96  | ↘47  | ↘11  | ↘5   | →5   | ↗7   |

### Национальный состав
Согласно данным Всероссийской переписи населения 2021 года в деревне проживал 1 человек, русский.

## Улицы
Колхозная.